# Fuzzy množina

Fuzzy množina není ostře ohraničena

Příslušnost prvku x k množině je označena mírou μ(x). Šedá = klasická množina, černá - fuzzy množina

Fuzzy množina [fazi] nebo neostrá množina je množina prvků, jejichž míra příslušnosti k této množině je odstupňovaná, daná funkcí příslušnosti (zobecněná charakteristická funkce). V klasické teorii množin se pracuje pouze s dvouprvkovým oborem hodnot charakteristické funkce {0,1} – příslušnost může nabývat jen dvě hodnoty, patří - nepatří, tj. klasická množina je speciálním případem fuzzy množiny, kde se obor hodnot charakteristické funkce zobecní na uzavřený interval [0,1], tj. prvky univerza do množiny patří pouze s jistou pravděpodobností. V teorii fuzzy množin lze analogicky zavést operace (doplněk, průnik, sjednocení), jak jsou známy z klasické teorie množin.

## Zavedení
Fuzzy množiny poprvé představil Lotfi A. Zadeh, profesor na univerzitě v Berkley, v roce 1965 jako rozšíření ("zevšeobecnění") klasických množin.

## Použití
Fuzzy množiny lze použít k popisu pravděpodobných, nejistých nebo neurčitých jevů, s nimiž se pracuje například v biologii, v lingvistice nebo ve společenských vědách.